# Lac Mireille
Le lac Mireille est un lac situé au centre-nord de la péninsule Loranchet sur la Grande Terre, l'île principale des Kerguelen dans les Terres australes et antarctiques françaises.

## Géographie

### Situation
Le lac Mireille est situé au centre-nord de la péninsule Loranchet dans une vallée assez encaissée située entre les monts du Baromètre à l'ouest et le massif du mont Bourges et du mont du Lignite à l'est. De forme allongée, il s'étend sur environ 1 680 mètres de longueur et 510 mètres de largeur maximales et est situé à environ 20 m d'altitude au centre d'un couloir montagneux qui collecte les eaux de pluie et de fonte des neiges alimentant la rivière du Thermomètre qui le traverse avant de se jeter deux kilomètres en aval dans l'océan Indien au niveau de l'anse du Jardin, une sous-division de la baie de Recques.

### Toponyme
Le lac doit son nom – attribué en 1967 par la commission de toponymie des îles Kerguelen – au prénom de la fille de Pierre Bellair, géologue de l'université de Paris, qui a participé à une mission aux Kerguelen en 1965-1966.